# Dorcadion piochardi
Dorcadion piochardi es una especie de escarabajo longicornio de la subfamilia Lamiinae. Fue descrita científicamente por Kraatz en 1873.
Se distribuye por Turquía. Mide 9-14,5 milímetros de longitud. El período de vuelo ocurre en los meses de mayo y septiembre.